# Ставковик бурий
Ставковик бурий (Colymbetes fuscus) — вид жуків родини плавунців (Dytiscidae).

## Поширення
Вид поширений в Європі (за винятком найпівнічніших районів), Північній Африці та на Близькому Сході. Середовищем існування виду є в основному стояча вода, але його також можна зустріти в проточних водоймах, солонуватій воді та болотах.

## Опис
Овальне тіло має довжину 16—17 міліметрів. Жовто-коричнева переднеспинка значно затемнена посередині. Надкрила жовтого кольору. Вони мають чорні та дрібно хвилясті поперечні борозенки, які настільки щільні, що покриви крил виглядають рівномірно темними. Нижня сторона тіла чорна.

## Спосіб життя
Жуки активні цілий рік (якщо дозволяють кліматичні умови), живуть в озерах, ставках і навіть канавах з каламутною водою, які багаті водними рослинами. Завдяки розвиненим заднім лапам, які виконують функцію весел, цей жук швидко плаває і, як хижак, може кидатися на жертву (пуголовків, рибок, личинок, черв'яків тощо). У разі захоплення краще остерігатися його потужних мандибул, які здатні пошкодити шкіру людини.
Навесні самиці відкладають яйця на водні рослини; зрідка відкладання відбувається восени, і тоді личинки зимують. Личинки зазвичай живуть на водних рослинах і є хижаками. Спочатку вони харчуються планктонними організмами, пізніше також полюють на пуголовків і личинок комах. Дорослі жуки дуже добре літають.